# تشارلز بايرون رينفرو
تشارلز بايرون رينفرو (بالإنجليزية: Charles Byron Renfrew)‏‏ (31 أكتوبر 1928 –  14 ديسمبر 2017) هو محامي، وقاضي من الولايات المتحدة الأمريكية. ولد في ديترويت، ميشيغان.

## التعليم
تعلم في جامعة ميشيغان.